# Dicranomyia huttoni
Dicranomyia huttoni là một loài ruồi trong họ Limoniidae. Chúng phân bố ở miền Australasia.